# Megachile subtranquilla
Megachile subtranquilla is een vliesvleugelig insect uit de familie Megachilidae. De wetenschappelijke naam van de soort is voor het eerst geldig gepubliceerd in 1938 door Yasumatsu.